# راكيل رودريغيز
راكيل رودريغيز (بالإسبانية: Raquel Rodríguez Cedeño)‏ (28 أكتوبر 1993 بسان خوسيه في كوستاريكا -) هي لاعبة كرة قدم كوستاريكية في مركز الهجوم. شاركت مع منتخب كوستاريكا الوطني لكرة القدم للنساء. أما مع النوادي، فقد لعبت مع ديبورتيفو سابريسا وسكاي بلو.

## وصلات خارجية
- راكيل رودريغيز على موقع الاتحاد الدولي (مؤرشف)  (الإنجليزية)
- راكيل رودريغيز على موقع الاتحاد الأوربي (الإنجليزية)
- راكيل رودريغيز على موقع قاعدة بيانات كرة القدم.إي يو (الإنجليزية)
- راكيل رودريغيز على موقع Soccerway.com (الإنجليزية)